# Razianus
Genre
Synonymes
- Neohemibuthus Lourenço, 1996

Razianus est un genre de scorpions de la famille des Buthidae.

## Distribution
Les espèces de ce genre se rencontrent en Iran, en Irak, au Pakistan et en Chine,.

## Liste des espèces
Selon The Scorpion Files (21/02/2021) :
- Razianus birulai Tahir, Navidpour & Prendini, 2014
- Razianus farzanpayi Tahir, Navidpour & Prendini, 2014
- Razianus xinjianganus Lourenço, Sun & Zhu, 2010
- Razianus zarudnyi (Birula, 1903)

## Publication originale
- Farzanpay, 1987 : « Knowing scorpions ». Teheran Central University Publications, no 312, Biology 4, p. 1-231 (fa).